# 免費軟體
免費軟體（英語：freeware）是指不需以金錢購買使用授權的電腦軟體。

## 定義
根據自由軟體基金會（Free Software Foundation）的說法，「免費軟體」是種定義不夠嚴謹的軟體類別，缺乏明確接受的定義；但自由軟體基金會仍表示，免費軟體與自由軟體不同，必須區隔兩者。

## 判斷準則

### 軟體授權
免費軟體以免費方式給予授權，可能是：
1. 不限時間，可用全部功能
2. 僅具備部份基本功能，但同時提供有全部功能的商業版
3. 共享軟體。

與自由軟體准許使用者使用、複製、散布、修改，並創作該軟體著作之衍生作品，或擷取軟體源碼等不同，免費軟體作者通常會限制軟體僅能以特定方式、或各種限制的任何形式組合使用，例如：
1. 僅供個人使用
2. 僅供私下使用
3. 非商業使用
4. 不得以此牟利
5. 僅用於學術用途
6. 僅用於教育用途
7. 僅供慈善團體或人道主義團體使用
8. 不得用於軍事用途
9. 用於公家機關

舉例來說，授權形式可能是「私人使用免費，不得用於商業用途」。
軟體授權可能施予其他使用限制，例如：
1. 限制在網路上使用
2. 限制在伺服器上使用
3. 限制與某些軟體或某種硬體結合使用
4. 禁止在網路上散布軟體
5. 僅能提供作者網站連結
6. 不得未經作者同意便散布軟體
7. 限制複本拷貝數目

### 與其他軟體授權形式之關聯

#### 商業軟件
免費軟體是與商業軟體（commercial software）相反的概念；商業軟體通常需要收取使用授權費以營利，但基於事業或商業目的，如想讓「收費版」軟體（專業版、商業版）擴大市占率，而以免費方式提供免費版（免費版、個人版）軟體。

#### 自由軟體
免費軟體不應與自由軟體或自由及开放源代码软件混為一談。
有些自由軟體雖然免費提供，但因自由軟體授權不限制發行者修改軟體、再次散布，向使用者收取費用之權利，所以不可稱之為免費軟體，只能稱為免費提供的自由軟體。只要能滿足提供使用者軟體源代碼的條件，就不會違反自由軟體授權。
然而，免費軟體必定免費給予授權，無法轉為收費提供；即使是免費提供的自由軟體，仍不可以免費軟體稱之。
共享軟體概念上與免費軟體類似，但是要求使用者在特定試用期滿後，付費取得使用授權，或是取得未開放使用的部份功能。通常若要完整使用共享軟體，使用者必須付費，移除安裝的共享軟體之使用限制。

## 類別
- 綠色軟體（Green Software） -一般不需要安裝，而可以直接點選執行的軟體，以避免如果不想使用而要刪除後，在系統某些位置留下無法去除的檔案。有許多免費的軟體被製作成綠色軟體，可置於隨身碟中攜帶，所以也稱為Portable software。
- 廣告軟體（Ad-ware） - 附帶宣傳廣告的軟體，當中部份是惡意軟件。
- 贊助軟件（Donationware或Beggarware或Nagware） - 透過自願性贊助或捐獻，軟件開發者從而獲得補酬。
- 被放棄的軟體（Abandonware） - 一些商業軟體因日子久遠或失去利潤價值而免費使用，甚或開放源碼，放棄版權。
- 附帶的軟體 - 如一些公司的宣傳光碟經常包括的閱讀/多媒體軟件，例：Adobe Reader、RealPlayer、Flash Player或遊戲光碟附帶的Direct X等。

當中卻不包括試用軟件（Trial ware）或共享軟件（Shareware）等過了一段時間後，不能再使用或功能有所限制的軟件。有時亦有偽裝成免費軟件的間諜軟件（Spyware）或垃圾廣告軟件（Spam ware）。